# Strombosia ceylanica
Strombosia ceylanica är en tvåhjärtbladig växtart som beskrevs av Gardn.. Strombosia ceylanica ingår i släktet Strombosia och familjen Strombosiaceae. Utöver nominatformen finns också underarten S. c. macrophylla.